# كثير بن الصلت
كَثِير بن الصَّلْت (ت. نحو 70 هـ / نحو 690 م) هو كاتب الرسائل في ديوان عبد الملك بن مروان.
هو كثير بن الصلت بن معدي كرب الكندي، كان اسمه «قليلا» غير أن رسول الله صلى الله عليه وسلم غير اسمه إلى كثير كما جاء عن نافع في الجامع لأحاديث ابن وهب وكان رسول الله صلى الله عليه وسلم يمر بين داره ودار معاوية في الطريق لقباء وصلى رسول الله صلى الله عليه وسلم صلاة العيد عند دار كثير ابن الصلت كما في البخاري. أصله من اليمن، ونشأ في المدينة المنورة.
لي القضاء في المدينة في ولاية عثمان، وكان وجيهاً في قومه، وروى أحاديث.